# Liste bekannter Bauforscher
In dieser Liste werden Bauforscher und Bauhistoriker gesammelt, die für dieses Fach oder eine Nachbardisziplin mit einem Schwerpunkt auf Bauforschung habilitiert wurden, als Autoren relevant sind oder andere bedeutende Beiträge zur Bauforschung geleistet haben. Bauforschung hängt eng mit Architektur und Archäologie zusammen.

## A
- Friedrich Adler (Deutscher, 1827–1908)
- Dieter Arnold (Deutscher, * 1936)

## B
- Anton Bammer (Österreicher, 1934–2024)
- Hansgeorg Bankel (Deutscher, * 1949)
- Heinz-Jürgen Beste (Deutscher, * 1957)
- Ludwig Borchardt (Deutscher, 1863–1938)
- Richard Borrmann (Deutscher, 1852–1931)
- Charalampos Bouras (Grieche, 1933–2016)
- Stefan Breitling (Deutscher, * 1968)

## C
- Johannes Cramer (Deutscher, * 1950)

## D
- William Bell Dinsmoor (US-Amerikaner, 1886–1973)
- William Bell Dinsmoor Jr. (US-Amerikaner, 1923–1988)
- Wilhelm Dörpfeld (Deutscher, 1853–1940)
- Josef Durm (Deutscher, 1837–1919)

## E
- Dieter Eigner (Österreicher, * 1952)
- Christine Ertel (Deutsche, 1953–2015)
- Christian Ewert (Deutscher, 1935–2006)

## F
- Ernst Robert Fiechter (Schweizer, 1875–1948)

## G
- Joachim Ganzert (Deutscher, * 1948)
- G. Ulrich Großmann (Deutscher, geb. 1953)
- Armin von Gerkan (Deutscher, 1884–1969)
- Peter Grossmann (Deutscher, 1933–2021)
- Gottfried Gruben (Deutscher, 1929–2003)

## H
- Walter Haas (Deutscher, 1928–2005)
- Erik Hansen (Däne, 1927–2016)
- Lothar Haselberger (Deutscher, * 1947)
- Nils Hellner (Deutscher, * 1965)
- Klaus Herrmann (Deutscher, 1940–2015)
- Fritz Hirsch (Deutscher, 1871–1938)
- Wolfram Hoepfner (Deutscher, * 1937)
- Adolf Hoffmann (Deutscher, * 1941)
- Hans Hörmann (Deutscher, 1894–1985)
- Carl Humann (Deutscher, 1839–1896)

## K
- Georg Kawerau (Deutscher, 1856–1909)
- Hermann J. Kienast (Deutscher, 1943–2022)
- Manfred Klinkott (Deutscher, * 1936)
- Hubert Knackfuß (Deutscher, 1866–1948)
- Wolf Koenigs (Deutscher, 1942–2024)
- Robert Koldewey (Deutscher, 1855–1925)
- Manolis Korres (Grieche, * 1948)
- Friedrich Krauss (Deutscher, 1900–1977)
- Daniel Krencker (Deutscher, 1874–1941)

## M
- Gert Mader (Deutscher, * 1939)
- Alfred Mallwitz (Deutscher, 1919–1986)
- Dieter Mertens (Deutscher, * 1941)
- Wolfgang Müller-Wiener (Deutscher, 1923–1991)

## N
- Rudolf Naumann (Deutscher, 1910–1996)
- Peter Neve (Deutscher, 1929–2014)
- George Niemann (Deutsch-Österreicher, 1841–1912)

## O
- Aenne Ohnesorg (Deutsche, * 1949)
- Anastasios Orlandos (Grieche, 1887–1979)

## P
- Francis Cranmer Penrose (Brite, 1817–1903)
- Barbara Perlich (* 1976)
- Gundolf Precht (Deutscher, 1937–2015)

## R
- Friedrich Rakob (Deutscher, 1931–2007)
- Jürgen J. Rasch (Deutscher, 1937–2015)
- Klaus Rheidt (Deutscher, * 1955)

## S
- Dorothée Sack (Deutsche, * 1947)
- Wulf Schirmer (Deutscher, 1934–2025)
- Hans Schleif (Deutscher, 1902–1945)
- Reinhard Schmitt (Deutscher, * 1950)
- Manfred Schuller (Deutscher, * 1953)
- Thekla Schulz-Brize (Deutsche, * 1960)
- Ernst-Ludwig Schwandner (Deutscher, 1938–2021)
- Sebastian Storz (Deutscher, * 1943)

## T
- Max Theuer (Österreicher, 1878–1949)
- Hermann Thiersch (Deutscher, 1874–1939)
- Hilke Thür (Deutsche, * 1941)
- Klaus Tragbar (Deutscher, * 1959)
- Ioannis Travlos (Grieche, 1908–1985)
- Wolfgang Triebel (Deutscher, 1900–2002)
- Arnold Tschira (Deutscher, 1910–1969)

## W
- Dietmar Walberg (Deutscher, * 1962)
- Berthold F. Weber (Deutscher, 1954–2005)
- Wilhelm Wilberg (Deutscher, dann Österreicher, 1872–1956)
- Gilbert Wiplinger (Österreicher, * 1953)
- Ulrike Wulf-Rheidt (Deutsche, 1963–2018)
- Wolfgang W. Wurster (Deutscher, 1937–2003)

## Z
- Ernst Ziller (Deutsch-Grieche, 1837–1923)